# Borasseae
Borasseae es una tribu de plantas con flores perteneciente a la subfamilia Coryphoideae dentro de la familia Arecaceae. Tiene las siguientes subtribus y géneros.

## Subtribus y géneros
- Subtribu: Hyphaeninae
  - Géneros: Bismarckia - Hyphaene - Medemia - Satranala[1]
- Subtribu: Lataniinae
  - Géneros: Borassodendron - Borassus - Latania - Lodoicea